# 武善悌
武善悌（越南语：／；1854年—1916年），字順齋（越南语：／），越南阮朝官員。

## 生平
武善悌是南定省義興府務本縣程川總百穀社（今屬南定省務本縣成利社百穀村）人，嗣德七年（1854年）出生。
武善悌幼時隨父親讀書，後師從呌能靜。成泰三年（1891年），武善悌參加河南場鄉試，考中舉人。次年（1892年），考中庭試壬辰科副榜。武善悌歷任青河知縣、福安按察使。成泰十八年（1906年），改任海陽按察使。維新四年（1910年），升河南巡撫，後改任寧平巡撫。維新十年（1916年）正月，升署總督銜致事。同年病逝。

## 著作
武善悌著有《順齋詩集》、《武家便用要覽》等。